# Voalavos
Die Voalavos (Voalavo) sind eine mäuseartige Nagetiergattung aus der Unterfamilie der Madagaskar-Ratten (Nesomyinae), die erst 1998 wissenschaftlich beschrieben wurde. Die zwei Arten dieser Gattung, der Nördliche Voalavo (Voalavo gymnocaudus) und der erst 2005 entdeckte Östliche Voalavo (Voalavo antsahabensis), kommen nur auf Madagaskar vor und sind dort entsprechend endemisch.

## Merkmale
Die beiden Voalavo-Arten sind sehr kleine Nagetiere mit einer Kopf-Rumpf-Länge von etwa 8 bis 10 Zentimetern bei einer Schwanzlänge von 10 bis 12,5 Zentimetern. Das Gewicht beträgt 17 bis 26 Gramm. Sie sind sich äußerlich sehr ähnlich mit einem grauen und dichten, weichen Rückenfell mit einer seidigen Textur. Der Bauch ist weiß bis hellgrau. Der Schwanz ist bei beiden Arten weitgehend nackt und zweifarbig, die Oberseite ist grau und die Unterseite weiß.
Die Weibchen besitzen drei Paar Zitzen.

## Verbreitung

Fundort der beiden bisher bekannten Voalavos

Beide Arten der Voalavos kommen als Endemiten nur auf Madagaskar vor und sind jeweils nur von einzelnen Fundorten bekannt. Die Nachweise für die Nördliche Voalavo stammen aus zwei Bergmassiven der Northern Highlands, eines im Anjanaharibe-Sud Reserve und eines im Nationalpark Marojejy, in der nördlichsten Provinz der Insel, der Provinz Antsiranana. Die Östliche Voalavo ist nur in der Provinz Antananarivo im zentral-östlichen Teil der Insel nachgewiesen.

## Lebensweise
Über die Lebensweise der Voalavos liegen nur sehr wenige Informationen vor. Die Tiere leben in feuchten Bergregenwaldgebieten der höheren Berglagen und ernähren sich wahrscheinlich von Samen und anderen Pflanzenteilen. Sie sind nachtaktiv und leben möglicherweise in Bodennestern oder im Laub der Bäume. Sie sind dabei in der Lage, an Lianen zu klettern, die dünner als ein Bleistift sind.

## Systematik
Die Voalavos wurden 1994 entdeckt und 1998 von Michael D. Carleton und Steven M. Goodman als neue Gattung innerhalb der Madagaskar-Ratten (Nesomyinae) gemeinsam mit dem Nördlichen Voalavo als Typus wissenschaftlich beschrieben und etabliert. Die Erstbeschreibung der östlichen Voalavo folgte 2005 ebenfalls durch eine Arbeitsgruppe um Goodman.
Die Tiere dieser Gattung ähneln den Bilchschwänzen (Eliurus) und sind vermutlich eng mit diesen verwandt. Auf der Basis morphologischer Daten werden sie als Schwestergruppen betrachtet. Der Gattungsname Voalavo leitet sich von einem madegassischen Wort ab, das generell für „Nagetier“ oder „Ratte“ verwendet wird.

## Belege
1. 1 2 3 4  Genus Voalavo. In: S.M. Goodman, A. Monadjem: Family Nesomyidae (Pouched Rats, Climbing Mice and Fat Mice) In: Don E. Wilson, T.E. Lacher, Jr., Russell A. Mittermeier (Herausgeber): Handbook of the Mammals of the World: Rodents 2. (HMW, Band 7) Lynx Edicions, Barcelona 2017, S. 188–189. ISBN 978-84-16728-04-6.
2. ↑  Michael D. Carleton, Steven M. Goodman: New taxa of nesomyine rodents (Muroidea: Muridae) from Madagascar's northern highlands, with taxonomic comments on previously described forms. Fieldiana Zoology 90, 1998; S., 163–200. (Digitalisat).
3. 1 2 3  Steven M. Goodman, Daniel Rakotondravony, Hary N. Randriamanantsoa, Marlène Rakotomalala-Razanahoera: A new species of rodent from the montane forest of central eastern Madagascar (Muridae: Nesomyinae: Voalavo). Proceedings of the Biological Society of Washington 118 (4), 2005; S. 863–873. doi:10.2988/0006-324X(2005)118[863:ANSORF]2.0.CO;2.
4. ↑  Voalavo. In: Don E. Wilson, DeeAnn M. Reeder (Hrsg.): Mammal Species of the World. A taxonomic and geographic Reference. 2 Bände. 3. Auflage. Johns Hopkins University Press, Baltimore MD 2005, ISBN 0-8018-8221-4.